# Willy van de Kerkhof
Willy van de Kerkhof (Helmond, 1951. szeptember 16. –) 63-szoros holland válogatott, kétszeres világbajnoki ezüstérmes labdarúgó, középpályás. Ikertestvére René van de Kerkhof szintén válogatott labdarúgó.

## Pályafutása

### Klubcsapatban
Az FC Twente csapatában kezdte a labdarúgást, ahol 1970-ben mutatkozott be a holland élvonalban. 1973-ban a PSV Eindhoven együtteséhez szerződött. 1978-ban holland bajnok, kupagyőztes és UEFA-kupagyőztes lett a PSV-vel. 1988-ban vonult vissza az aktív labdarúgástól.

### A válogatottban
1974 és 1985 között 63 alkalommal szerepelt a holland válogatottban és öt gólt szerzett. Két világbajnokságon vett részt (1974, 1978). Mindkét alkalommal tagja volt az ezüstérmes csapatnak. 1976-ban a jugoszláviai Európa-bajnokságon bronzérmet szerzett a holland válogatottal.

## Sikerei, díjai
- Világbajnokság
  - ezüstérmes: 1974 – NSZK, 1978 - Argentína
- Európa-bajnokság
  - bronzérmes: 1976 – Jugoszlávia
- Holland bajnokság
  - bajnok: 1977–78, 1985–86, 1986–87, 1987–88
- Holland kupa
  - győztes: 1978
- UEFA-kupa
  - győztes: 1977–78
- FIFA 100 (2004)

## Statisztika

### Mérkőzései a holland válogatottban
| Hollandia | Hollandia            | Hollandia                                  | Hollandia      | Hollandia | Hollandia      | Hollandia      | Hollandia | Hollandia |
| #         | Dátum                | Helyszín                                   | Hazai          | Eredmény  | Vendég         | Kiírás         | Gólok     | Esemény   |
| --------- | -------------------- | ------------------------------------------ | -------------- | --------- | -------------- | -------------- | --------- | --------- |
| 1.        | 1974. június 5.      | Rotterdam, Feijenoord Stadion              | Hollandia      | 0 – 0     | Románia        | barátságos     | -         | 46'       |
| 2.        | 1974. november 20.   | Rotterdam, Feijenoord Stadion              | Hollandia      | 3 – 1     | Olaszország    | Eb-selejtező   | -         | 46'       |
| 3.        | 1975. november 22.   | Róma, Olimpiai Stadion                     | Olaszország    | 1 – 0     | Hollandia      | Eb-selejtező   | -         | 70'       |
| 4.        | 1976. április 25.    | Rotterdam, Feijenoord Stadion              | Hollandia      | 5 – 0     | Belgium        | Eb-negyeddöntő | -         |           |
| 5.        | 1976. május 22.      | Brüsszel, Heysel Stadion                   | Belgium        | 1 – 2     | Hollandia      | Eb-negyeddöntő | -         |           |
| 6.        | 1976. június 16.     | Zágráb, Maksimir Stadion (YUG)             | Csehszlovákia  | 3 – 1     | Hollandia      | Eb-elődöntő    | -         |           |
| 7.        | 1976. június 19.     | Zágráb, Maksimir Stadion                   | Jugoszlávia    | 2 – 3     | Hollandia      | Eb 3. helyért  | 1         | 35'       |
| 8.        | 1976. szeptember 8.  | Reykjavík, Laugardalsvöllur                | Izland         | 0 – 1     | Hollandia      | vb-selejtező   | -         |           |
| 9.        | 1976. október 13.    | Rotterdam, Feijenoord Stadion              | Hollandia      | 2 – 2     | Észak-Írország | vb-selejtező   | -         | 46'       |
| 10.       | 1977. február 9.     | London, Wembley Stadion                    | Anglia         | 0 – 2     | Hollandia      | barátságos     | -         |           |
| 11.       | 1977. március 26.    | Antwerpen, Bosuilstadion                   | Belgium        | 0 – 2     | Hollandia      | vb-selejtező   | -         |           |
| 12.       | 1977. augusztus 31.  | Nijmegen, Goffertstadion                   | Hollandia      | 4 – 1     | Izland         | vb-selejtező   | -         |           |
| 13.       | 1977. október 5.     | Rotterdam, Feijenoord Stadion              | Hollandia      | 0 – 0     | Szovjetunió    | barátságos     | -         |           |
| 14.       | 1977. október 12.    | Belfast, Windsor Park                      | Észak-Írország | 0 – 1     | Hollandia      | vb-selejtező   | 1         | 76'       |
| 15.       | 1977. október 26.    | Amszterdam, Olimpiai Stadion               | Hollandia      | 1 – 0     | Belgium        | vb-selejtező   | -         |           |
| 16.       | 1978. február 22.    | Ramat Gan, Nemzeti Stadion                 | Izrael         | 1 – 2     | Hollandia      | barátságos     | -         |           |
| 17.       | 1978. április 5.     | Tunisz, Stade El Menzah                    | Tunézia        | 0 – 4     | Hollandia      | barátságos     | -         | 65'       |
| 18.       | 1978. május 20.      | Bécs, Práter Stadion                       | Ausztria       | 0 – 1     | Hollandia      | barátságos     | -         | 46'       |
| 19.       | 1978. június 3.      | Mendoza, Estadio Malvinas Argentinas (ARG) | Irán           | 0 – 3     | Hollandia      | vb-csoportkör  | -         |           |
| 20.       | 1978. június 7.      | Mendoza, Estadio Malvinas Argentinas (ARG) | Peru           | 0 – 0     | Hollandia      | vb-csoportkör  | -         |           |
| 21.       | 1978. június 11.     | Mendoza, Estadio Malvinas Argentinas (ARG) | Hollandia      | 2 – 3     | Skócia         | vb-csoportkör  | -         |           |
| 22.       | 1978. június 14.     | Córdoba, Estadio Chateau Carreras (ARG)    | Ausztria       | 1 – 5     | Hollandia      | vb-középdöntő  | 1         | 82'       |
| 23.       | 1978. június 18.     | Córdoba, Estadio Chateau Carreras (ARG)    | NSZK           | 2 – 2     | Hollandia      | vb-középdöntő  | -         |           |
| 24.       | 1978. június 21.     | Buenos Aires, Estadio Monumental (ARG)     | Olaszország    | 1 – 2     | Hollandia      | vb-középdöntő  | -         |           |
| 25.       | 1978. június 25.     | Buenos Aires, Estadio Monumental           | Argentína      | 3 – 1     | Hollandia      | vb-döntő       | -         |           |
| 26.       | 1978. szeptember 20. | Nijmegen, Goffertstadion                   | Hollandia      | 3 – 0     | Izland         | Eb-selejtező   | -         |           |
| 27.       | 1978. október 11.    | Bern, Wankdorfstadion                      | Svájc          | 1 – 3     | Hollandia      | Eb-selejtező   | -         | 33'       |
| 28.       | 1978. december 20.   | Düsseldorf, Rheinstadion                   | NSZK           | 3 – 1     | Hollandia      | barátságos     | -         |           |
| 29.       | 1979. február 24.    | Milánó, Giuseppe Meazza Stadion            | Olaszország    | 3 – 0     | Hollandia      | barátságos     | -         | 70'       |
| 30.       | 1979. március 28.    | Eindhoven, Philips Sportpark               | Hollandia      | 3 – 0     | Svájc          | Eb-selejtező   | -         | 53'       |
| 31.       | 1979. május 2.       | Chorzów, Stadion Śląski                    | Lengyelország  | 2 – 0     | Hollandia      | Eb-selejtező   | -         |           |
| 32.       | 1979. szeptember 5.  | Reykjavík, Laugardalsvöllur                | Izland         | 0 – 4     | Hollandia      | Eb-selejtező   | 1         | 71'       |
| 33.       | 1979. szeptember 26. | Rotterdam, Feijenoord Stadion              | Hollandia      | 1 – 0     | Belgium        | barátságos     | -         |           |
| 34.       | 1979. október 17.    | Amszterdam, Olimpiai Stadion               | Hollandia      | 1 – 1     | Lengyelország  | Eb-selejtező   | -         |           |
| 35.       | 1980. január 23.     | Vigo, Estadio de Balaídos                  | Spanyolország  | 1 – 0     | Hollandia      | barátságos     | -         | 28'       |
| 36.       | 1980. március 26.    | Párizs, Parc des Princes                   | Franciaország  | 0 – 0     | Hollandia      | barátságos     | -         | 46'       |
| 37.       | 1980. június 11.     | Nápoly, Stadio San Paolo (ITA)             | Görögország    | 0 – 1     | Hollandia      | Eb-csoportkör  | -         |           |
| 38.       | 1980. június 14.     | Nápoly, Stadio San Paolo (ITA)             | NSZK           | 3 – 2     | Hollandia      | Eb-csoportkör  | 1         | 86'       |
| 39.       | 1980. június 17.     | Milánó, Giuseppe Meazza Stadion (ITA)      | Csehszlovákia  | 1 – 1     | Hollandia      | Eb-csoportkör  | -         |           |
| 40.       | 1980. szeptember 10. | Dublin, Lansdowne Road                     | Írország       | 2 – 1     | Hollandia      | vb-selejtező   | -         | 64'       |
| 41.       | 1980. október 11.    | Eindhoven, Philips Sportpark               | Hollandia      | 1 – 1     | NSZK           | barátságos     | -         |           |
| 42.       | 1980. november 19.   | Brüsszel, Heysel Stadion                   | Belgium        | 1 – 0     | Hollandia      | vb-selejtező   | -         |           |
| 43.       | 1980. december 30.   | Montevideo, Estadio Centenario             | Uruguay        | 2 – 0     | Hollandia      | Mundialito     | -         |           |
| 44.       | 1981. január 6.      | Montevideo, Estadio Centenario (URU)       | Olaszország    | 1 – 1     | Hollandia      | Mundialito     | -         |           |
| 45.       | 1981. március 25.    | Rotterdam, Feijenoord Stadion              | Hollandia      | 1 – 0     | Franciaország  | vb-selejtező   | -         |           |
| 46.       | 1981. április 29.    | Nicosia, Makário Stadion                   | Ciprus         | 0 – 1     | Hollandia      | vb-selejtező   | -         |           |
| 47.       | 1981. szeptember 1.  | Zürich, Hardturm stadion                   | Svájc          | 2 – 1     | Hollandia      | barátságos     | -         |           |
| 48.       | 1982. április 14.    | Eindhoven, Philips Sportpark               | Hollandia      | 1 – 0     | Görögország    | barátságos     | -         | 36'       |
| 49.       | 1982. szeptember 1.  | Reykjavík, Laugardalsvöllur                | Izland         | 1 – 1     | Hollandia      | Eb-selejtező   | -         |           |
| 50.       | 1982. szeptember 22. | Rotterdam, Feijenoord Stadion              | Hollandia      | 2 – 1     | Írország       | Eb-selejtező   | -         |           |
| 51.       | 1983. szeptember 7.  | Groningen, Stadion Oosterpark              | Hollandia      | 3 – 0     | Izland         | Eb-selejtező   | -         |           |
| 52.       | 1983. szeptember 21. | Brüsszel, Heysel Stadion                   | Belgium        | 1 – 1     | Hollandia      | barátságos     | -         |           |
| 53.       | 1983. október 12.    | Dublin, Dalymount Park                     | Írország       | 2 – 3     | Hollandia      | Eb-selejtező   | -         |           |
| 54.       | 1983. november 16.   | Rotterdam, Feijenoord Stadion              | Hollandia      | 2 – 1     | Spanyolország  | Eb-selejtező   | -         |           |
| 55.       | 1983. december 17.   | Rotterdam, Feijenoord Stadion              | Hollandia      | 5 – 0     | Málta          | Eb-selejtező   | -         |           |
| 56.       | 1984. október 17.    | Rotterdam, Feijenoord Stadion              | Hollandia      | 1 – 2     | Magyarország   | vb-selejtező   | -         |           |
| 57.       | 1984. november 14.   | Bécs, Gerhard Hanappi Stadion              | Ausztria       | 1 – 0     | Hollandia      | vb-selejtező   | -         |           |
| 58.       | 1984. december 23.   | Nicosia, Makário Stadion                   | Ciprus         | 0 – 1     | Hollandia      | vb-selejtező   | -         |           |
| 59.       | 1985. február 27.    | Amszterdam, Stadion De Meer                | Hollandia      | 7 – 1     | Ciprus         | vb-selejtező   | -         |           |
| 60.       | 1985. május 1.       | Rotterdam, Feijenoord Stadion              | Hollandia      | 1 – 1     | Ausztria       | vb-selejtező   | -         |           |
| 61.       | 1985. május 14.      | Budapest, Népstadion                       | Magyarország   | 0 – 1     | Hollandia      | vb-selejtező   | -         | 62'       |
| 62.       | 1985. szeptember 4.  | Heerenveen, Abe Lenstra Stadion            | Hollandia      | 1 – 0     | Bulgária       | barátságos     | -         |           |
| 63.       | 1985. október 16.    | Anderlecht, Constant Vanden Stock Stadion  | Belgium        | 1 – 0     | Hollandia      | vb-selejtező   | -         |           |
|           | Összesen             |                                            |                | 63        | mérkőzés       |                | 5         | gól       |